# حديقة الوحدة

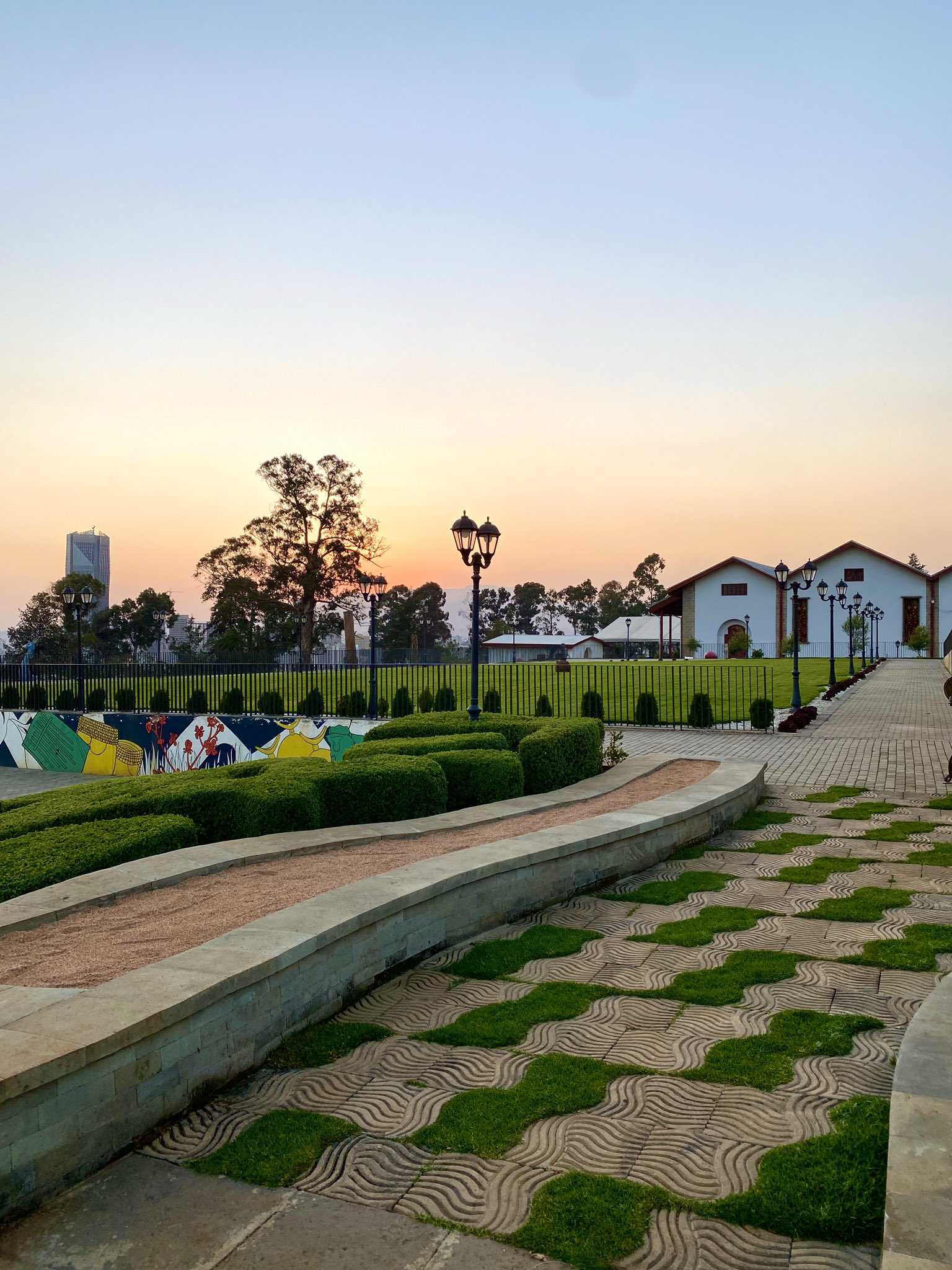
حديقة الوحدة أديس أبابا

Unity Park ( الأمهرية : አንድነት ፓርክ) هي حديقة ترفيهية تقع في منطقة آرات كيلو في أديس أبابا ، في مجمع القصر الوطني . وتم إنشاءها في أكتوبر 2019م، وتضم حديقة حيوانات وتحفًا تاريخية. يمكن شراء تذكرة الدخول عن طريق الخدمات عبر الإنترنت مثل Ethio telecom أو باستخدام البنك التجاري الإثيوبي .

## ملخص
تم افتتاحه في 10 أكتوبر 2019،     وهو جزء من مشروع تجميل أديس أبابا . تشمل معالم الجذب في حديقة الوحدة على التحف التاريخية مع التركيز على الثقافة الإثيوبية. هناك 37 حيوانًا ثدييًا، بما في ذلك الزرافة ، والحمار الوحشي، وجيلادا البابون ، والمرامري ، والإمبالاس ، والإيلاند الشائع ، والسرقاط ، والميركات، والفهد ، والكلاب البرية الأفريقية ، والنيالا ، والحيوانات البرية، بالإضافة إلى ثلاثة عشر نوعًا من الحيوانات المائية، ومختلف الطيور المحلية في المنطقة.  

## التحف التاريخية
تعرض الحديقة أيضًا قطعًا أثرية تاريخية تتراوح من الأشياء البسيطة إلى آثار الحضارات القديمة. كل القطع الأثرية مصنوعة من الذهب، بدءًا من عرش الإمبراطور هيلا سيلاسي وحتى مواد المطاعم البسيطة.  هناك أيضًا كتب دينية مكتوبة باللغات الأمهرية والإنجليزية والجعزية. يمكن استخدام هذه الكتب للبحث والدراسة في جميع أنحاء العالم. 

## وقت الافتتاح وتسليم التذاكر
حديقة الوحدة مفتوحه لمدة ستة أيام في الأسبوع (من الثلاثاء إلى الأحد) بدءًا من الساعة 9 صباحًا حتى 4 مساءً. يتم إغلاقه يوم الاثنين للتنظيف. 
يجب شراء التذاكر قبل زيارة الحديقة.  يمكن أن يتم الدفع عبر الرسائل النصية القصيرة أو عبر الإنترنت عبر Ethio telecom أو عبر البنك التجاري الإثيوبي . 